# 豫園商城

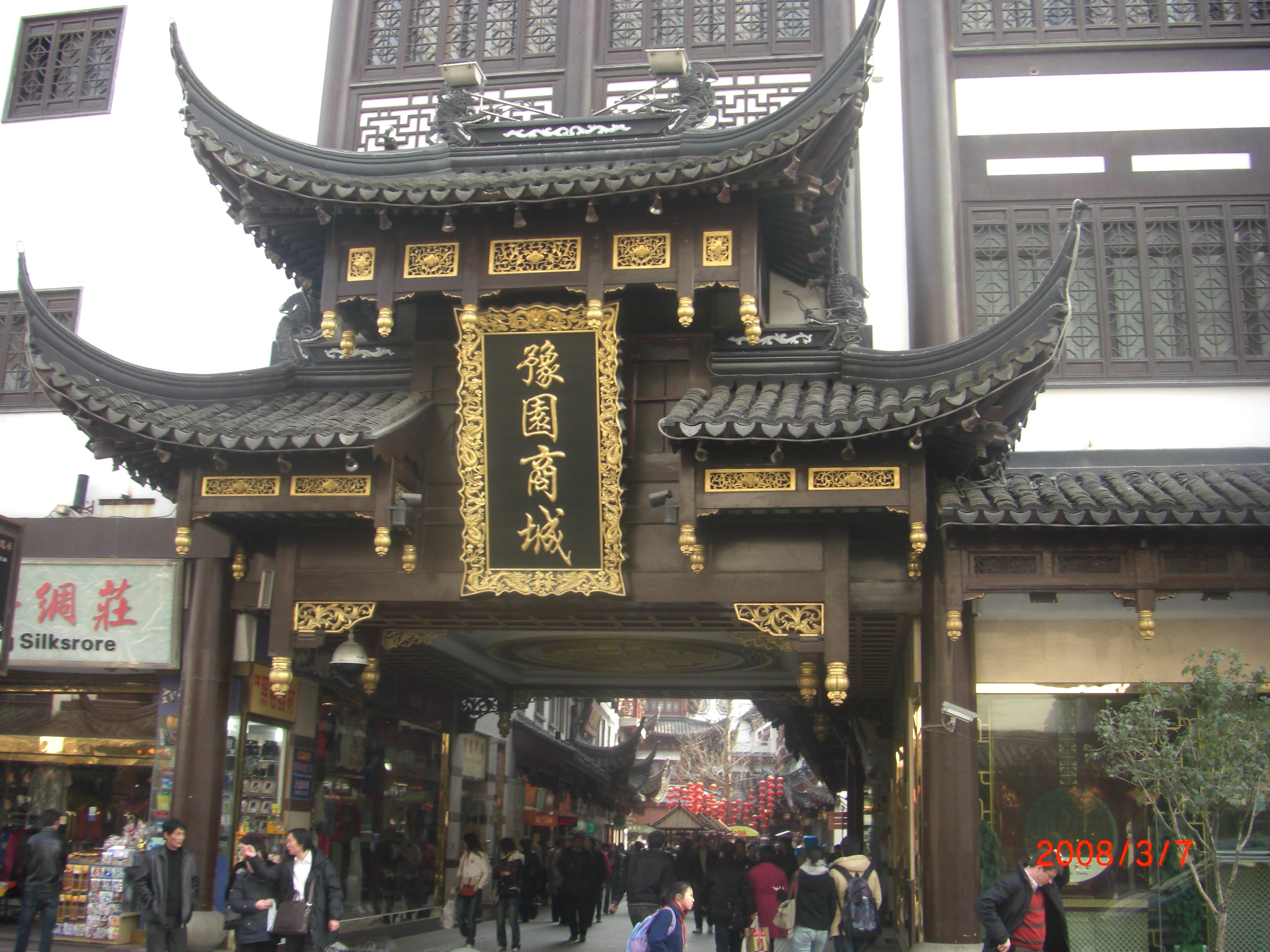
豫园商城

上海豫園旅游商城股份有限公司 (上交所：600655) 是一家上海證券交易所的上市公司，規劃、建設、經營及管理在中國上海黄浦区豫園商城，銷售黃金珠寶、餐飲、醫藥、百貨、食品、房地產、進口出口貿易、金融投資等產業。
豫園商城的最大股东为上海复星产业投资有限公司，占股17.24%，第二大股东为上海复星高科技（集团）有限公司，占股9.21%；第三第四大股东分别为国有法人上海豫园(集团)有限公司和上海豫园商场，各占股6.67%和3%。截止至2013年第三季度，公司共营收191.40亿元，总资产为129.40亿元，均比前一年有所增长。

## 歷史
豫園商城原稱「豫園商場」，當時不是一間公司，而是一個行政機構，主要管理豫園所轄的店舖。1980年代初，當時領導決定承襲原來的豫園商場的名字，把其中的百貨業整合在一起，歸併為一個企業。1987年，國有企業股份制改革試點掀起了熱潮，豫園商場被批准為上海市商業系統首家股份制企業。1988年，豫園商場股票在上海證券交易所上市，成為中國首個上市的商業股份制公司。1992年，豫園商場統一規劃、建設、經營及管理，成立「上海豫園旅游商城股份有限公司」。新的股份公司在上海證券交易所上市，取代舊的股份公司，以募集營運資金。2002年，民營企業復星集團入股豫園商城，成為豫園商城的最大股東，由國有企業變成非國有企業。
2015年11月10日上海豫園旅遊商城宣佈，以183億日圓（約11.54億港元）收購位於北海道佔冠村的滑雪渡假村「星野TOMAMU渡假村」。
2018年6月21日，豫园股份以总价16.38亿元人民币收购松鹤楼；同年9月19日又以1.088億美元收購比利時國際寶石學院International Gemological Institute(簡稱“IGI”)80%股權。
2019年11月21日上海豫園股份以5.22億元人民幣增海鷗手錶、天津海鸥，增資完成後，豫園股份占天津海鷗65%股權。

## 图集

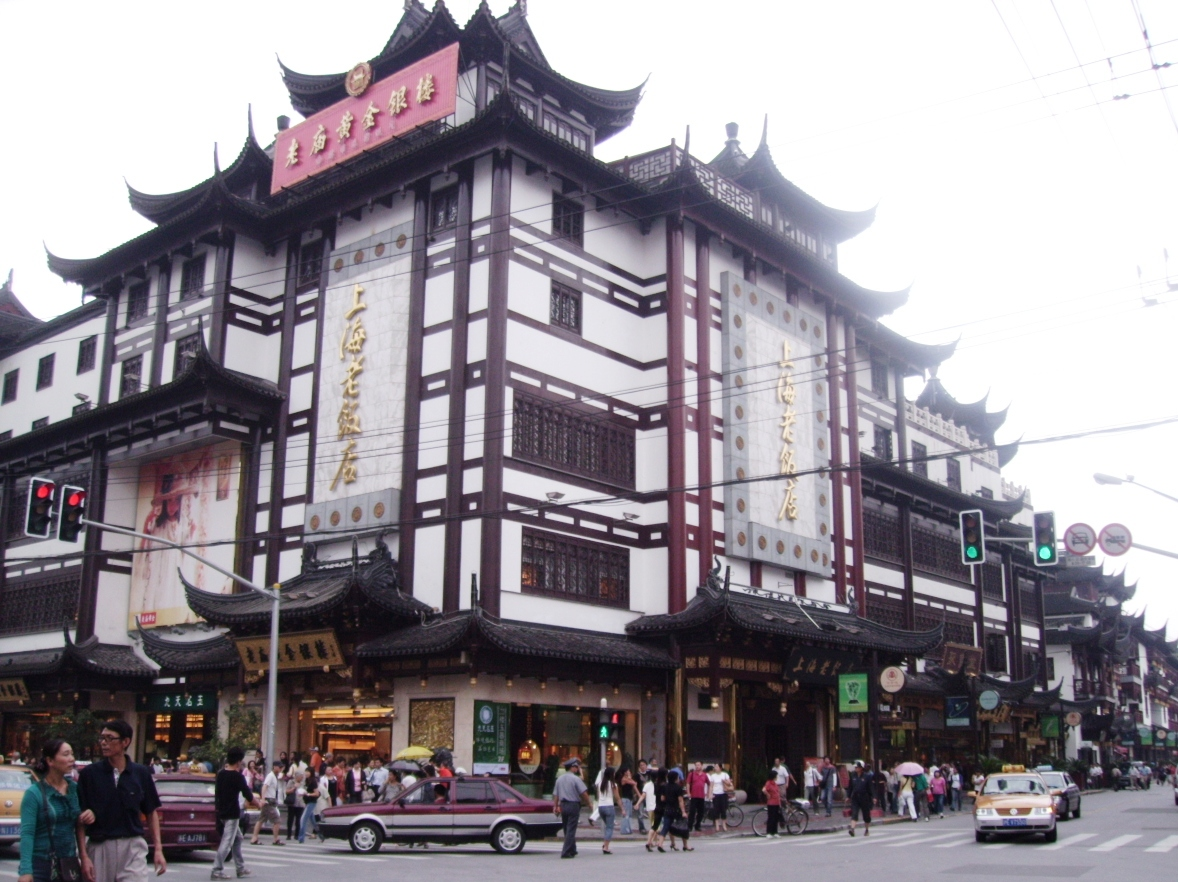
上海老飯店
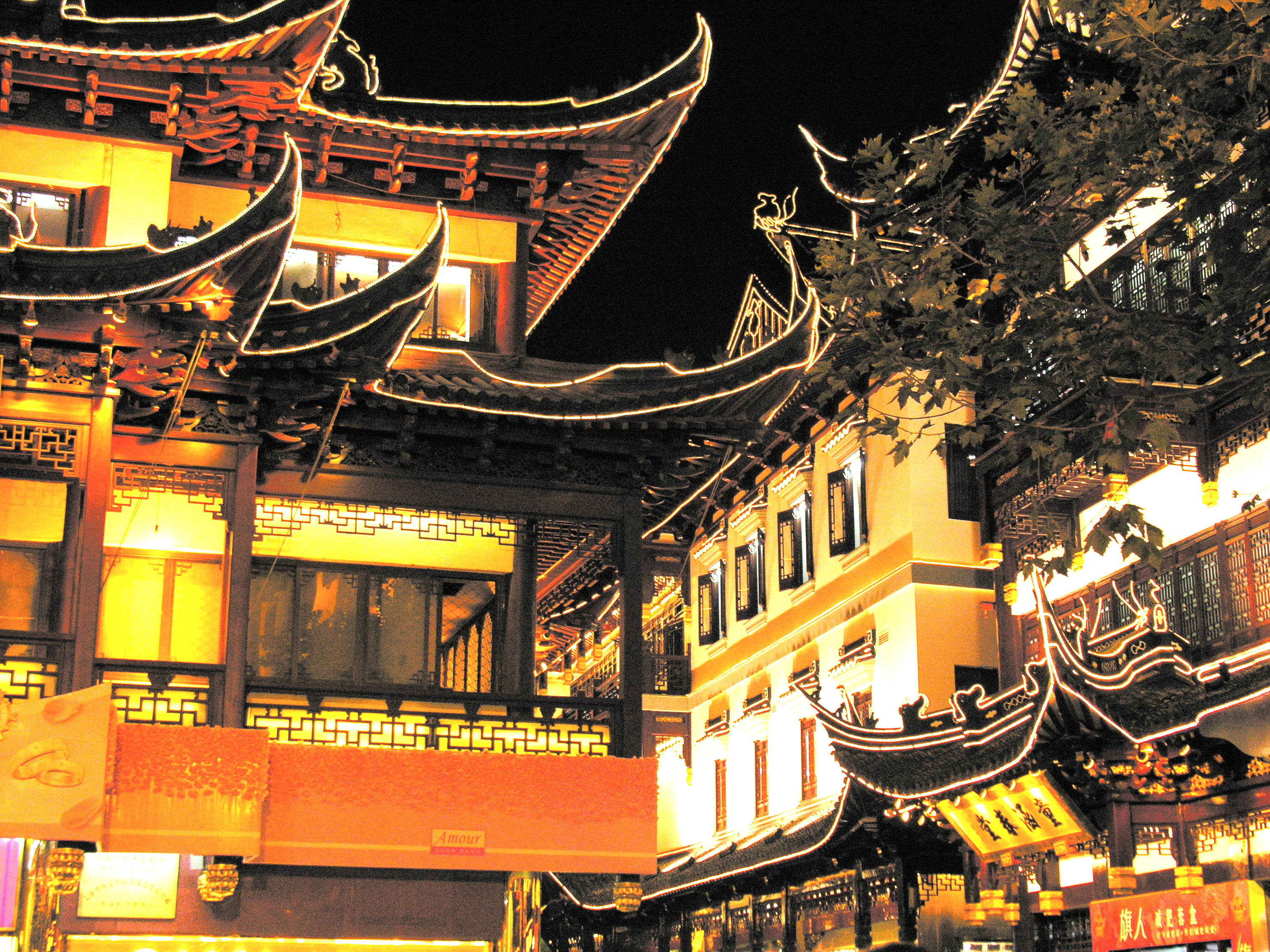
豫園商城夜景
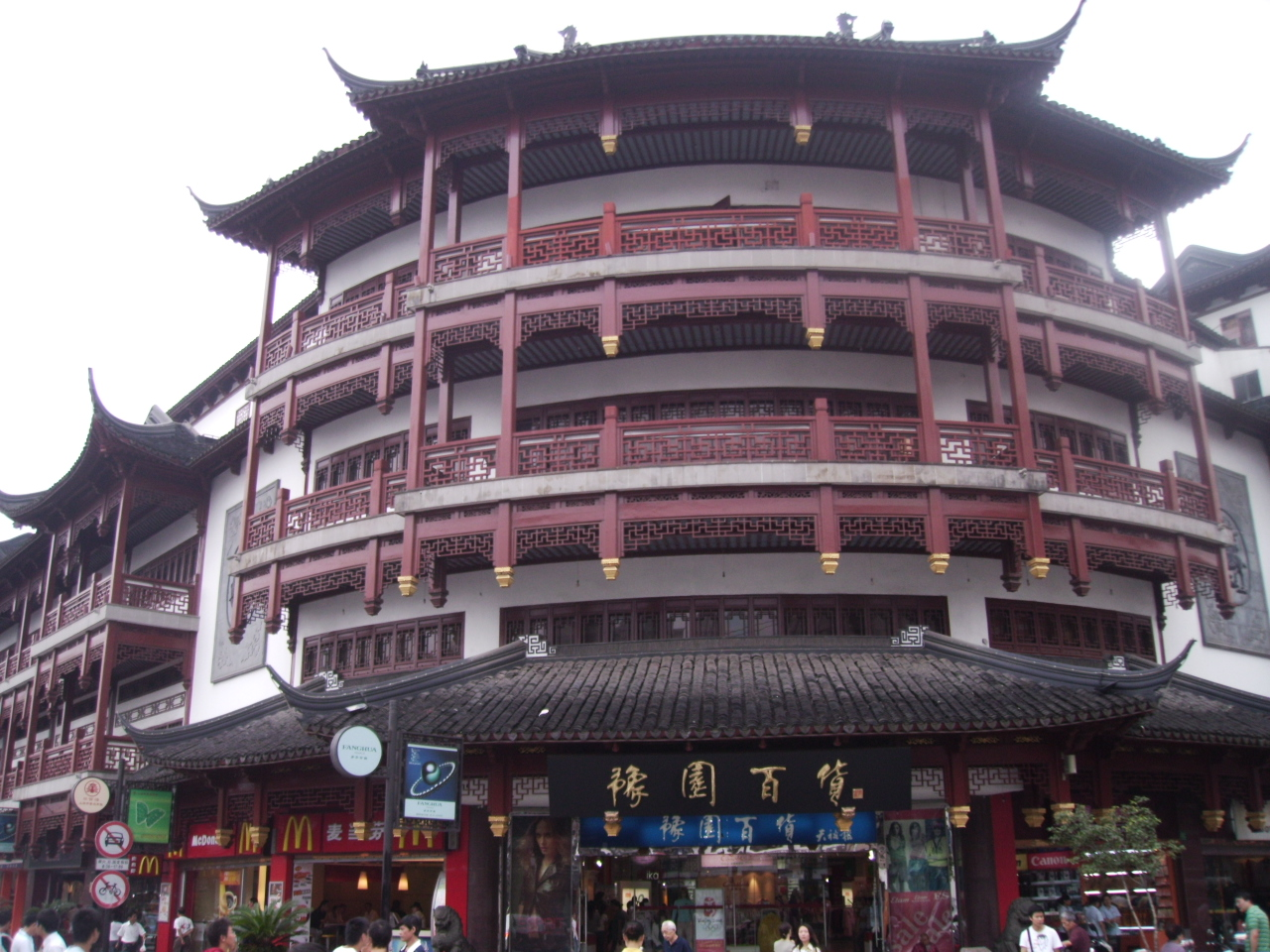
豫園百貨
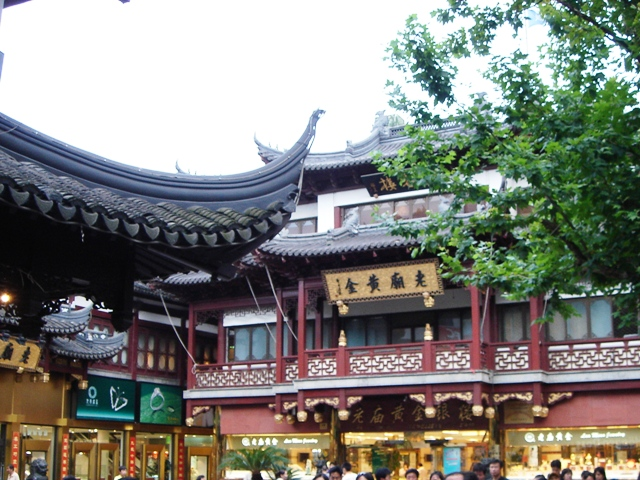
老廟金店
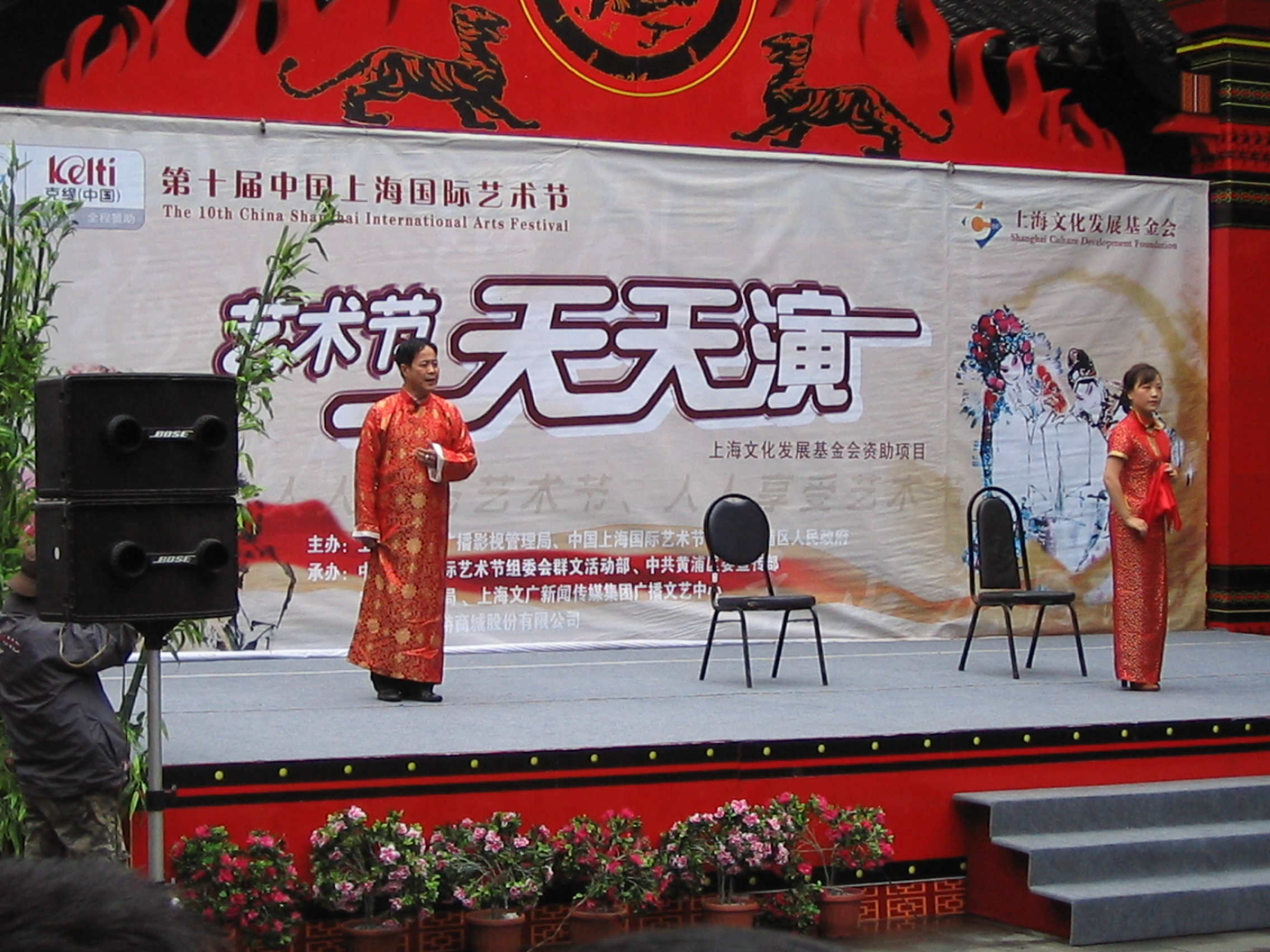
藝術節街頭相聲
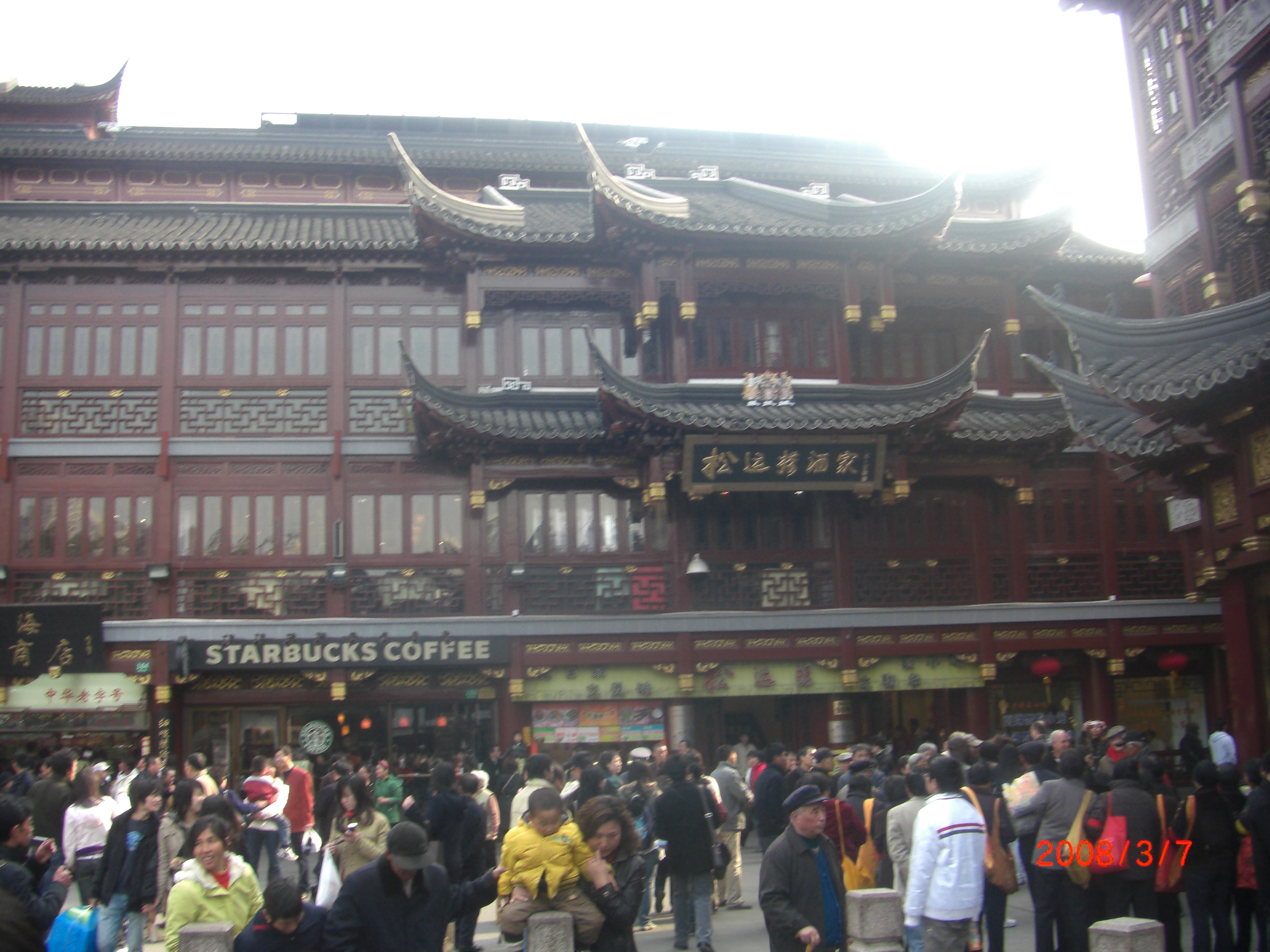
中央廣場
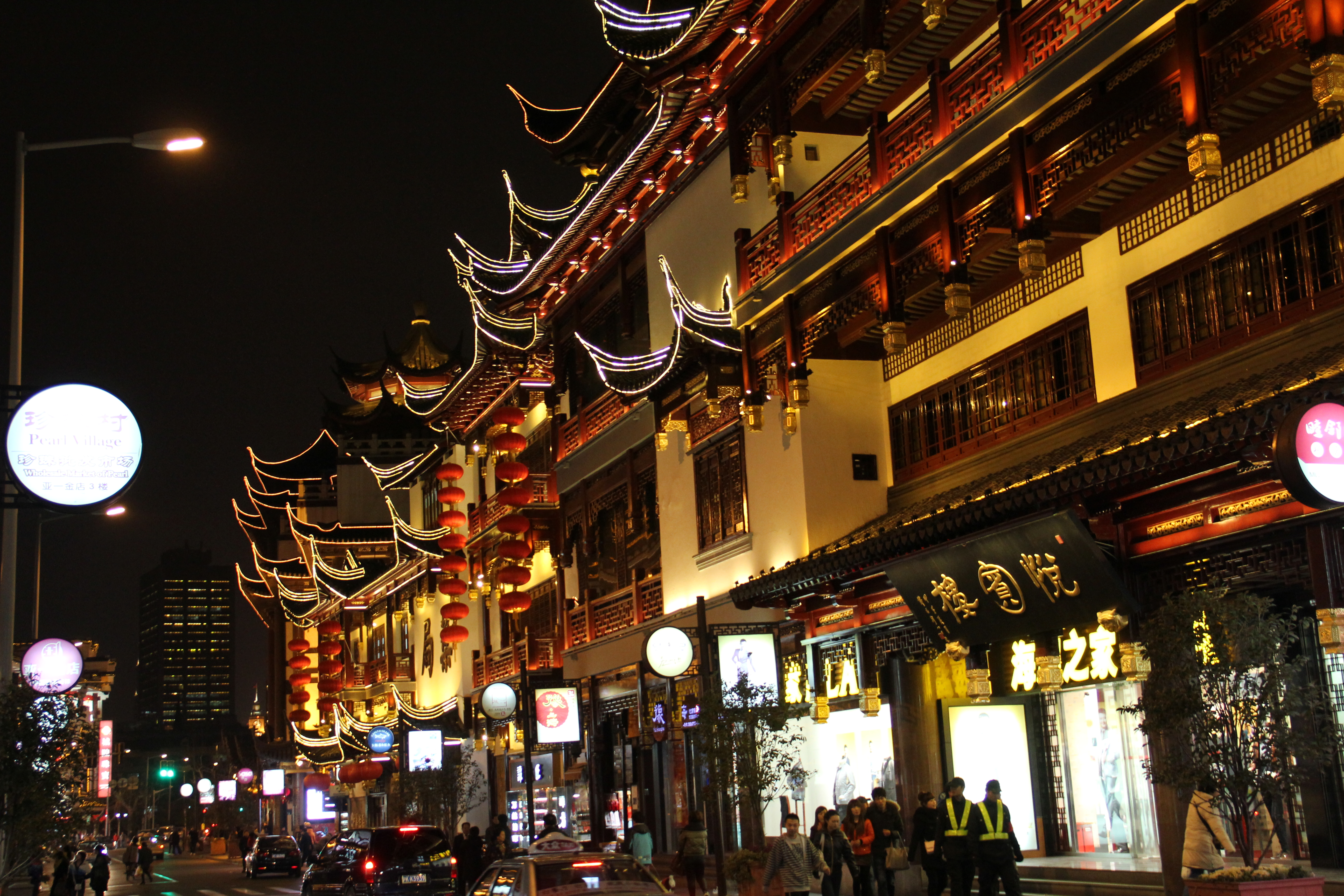
悅賓樓一帶
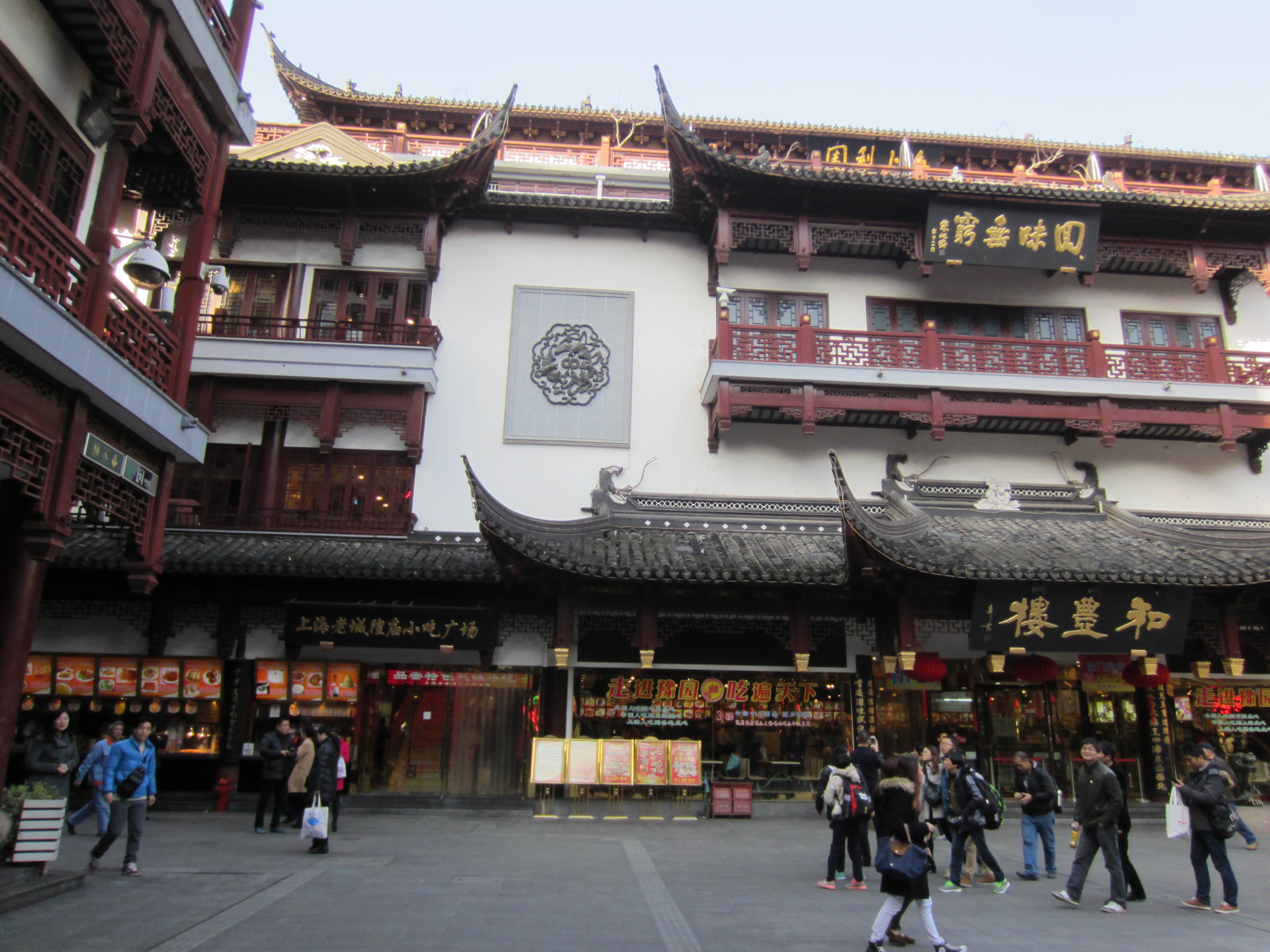
和豐樓

## 旗下商店
- 寧波湯糰店[6]

## 外部連結
- 豫園商城股份有限公司 （页面存档备份，存于） 官方网站